# Song Zuying
Song Zuying (arrondissement Guzhang 古丈县, 1 augustus 1966) (jiaxiang: Hunan, Guzhang 湖南古丈) is een zangeres van Miaose afkomst uit Volksrepubliek China. Haar cd "The Diva Goes to the Movies: A Centennial Celebration of Chinese Film Song" kreeg in 2006 een Grammy Award in de categorie van Best Classical Crossover Album.

## Biografie
Song Zuying werd geboren in een Miao-dorp in de Hunanse arrondissement Guzhang. Het gezin bestond uit drie personen. Songs vader stierf toen ze twaalf jaar oud was. In juli 1981 maakte ze haar laag-middelbaar onderwijs af, daarna maakte ze deel uit van de Guzhang operagroep. Drie jaar later ging ze mee met de Tujia en Yao-Chinese muziekdansgroep. Nog geen jaar later ging ze muziek en dans studeren aan de hogeschool Zhongyang Minzu 中央民族学院. In 1987 was ze afgestudeerd. In 1991 ging ze in de muziekdansgroep van het departement zeemacht van het Volksbevrijdingsleger. Song Zuying zingt liedjes over Hmong, andere Chinese volken, communisme, volksbevrijdingsleger, Chinees Nieuwjaar, jiaxiang en liefde.

## Optredens
Bij de sluitingsceremonie van de Olympische Zomerspelen 2008 in Peking, zong Song Zuying een duet met de Spaanse operazanger Plácido Domingo. Ze zongen 'The Flame of Love', dat speciaal geschreven werd voor deze Olympische Spelen. De teksten zijn geschreven door Song Xiaoming en Yuan Yuan. De muziek is van de hand van de topcomponist Bian Liunian en de Duitser Klaus Badelt.